# Åstorp (comuna)
Åstorp (em sueco: Åstorps kommun) é uma comuna da Suécia localizada no noroeste do condado da Escânia. Sua capital é a cidade de Åstorp. Tem 92,3 quilômetros quadrados e pelo censo de 2018, havia 15 987 habitantes.

## Localidades principais
Localidades com mais população da comuna (2020): 
| # | Localidade |
| - | ---------- |
| 1 | Åstorp     |
| 2 | Hyllinge   |
| 3 | Kvidinge   |
| 4 | Björnås    |

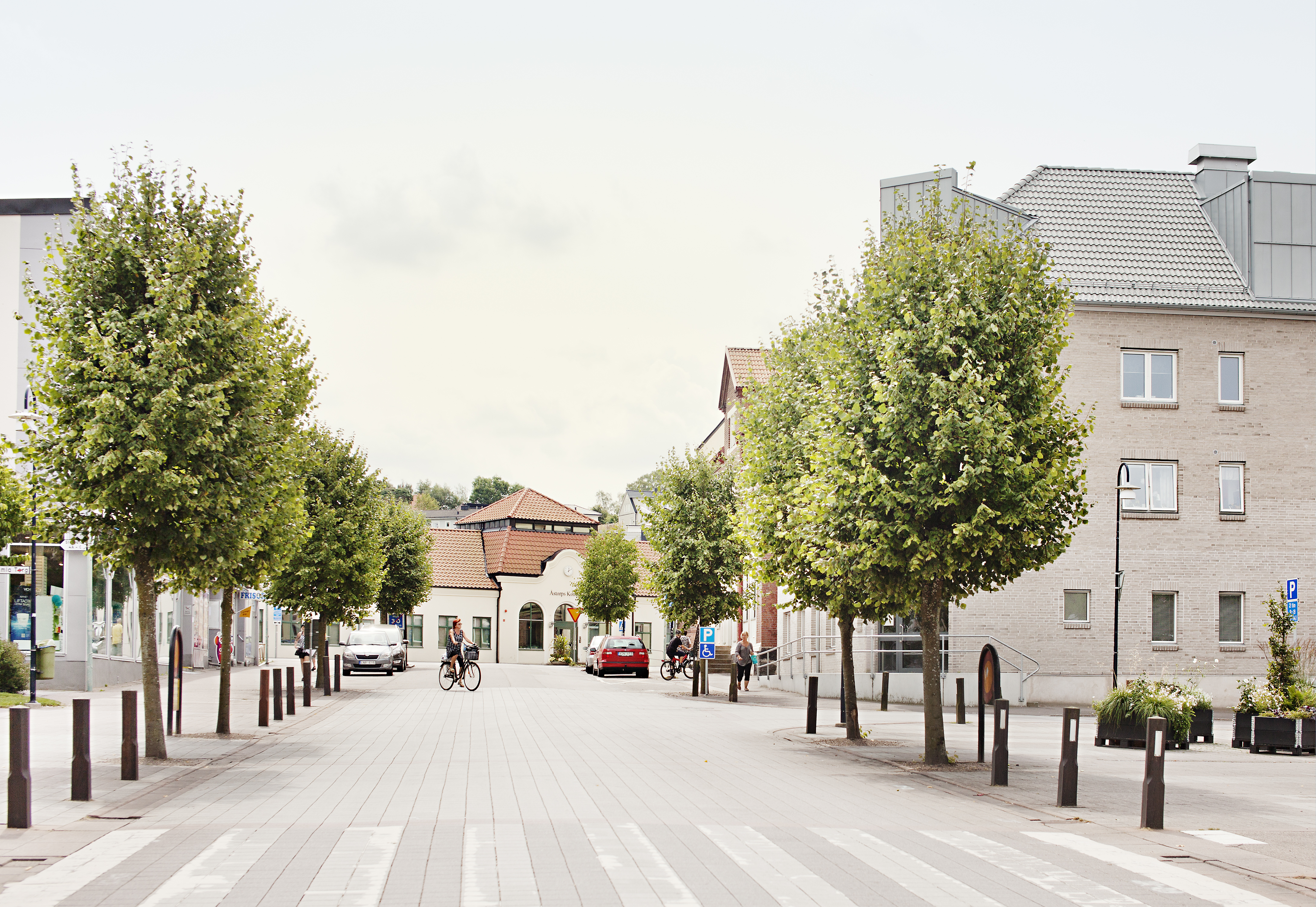
Centro de Åstorp
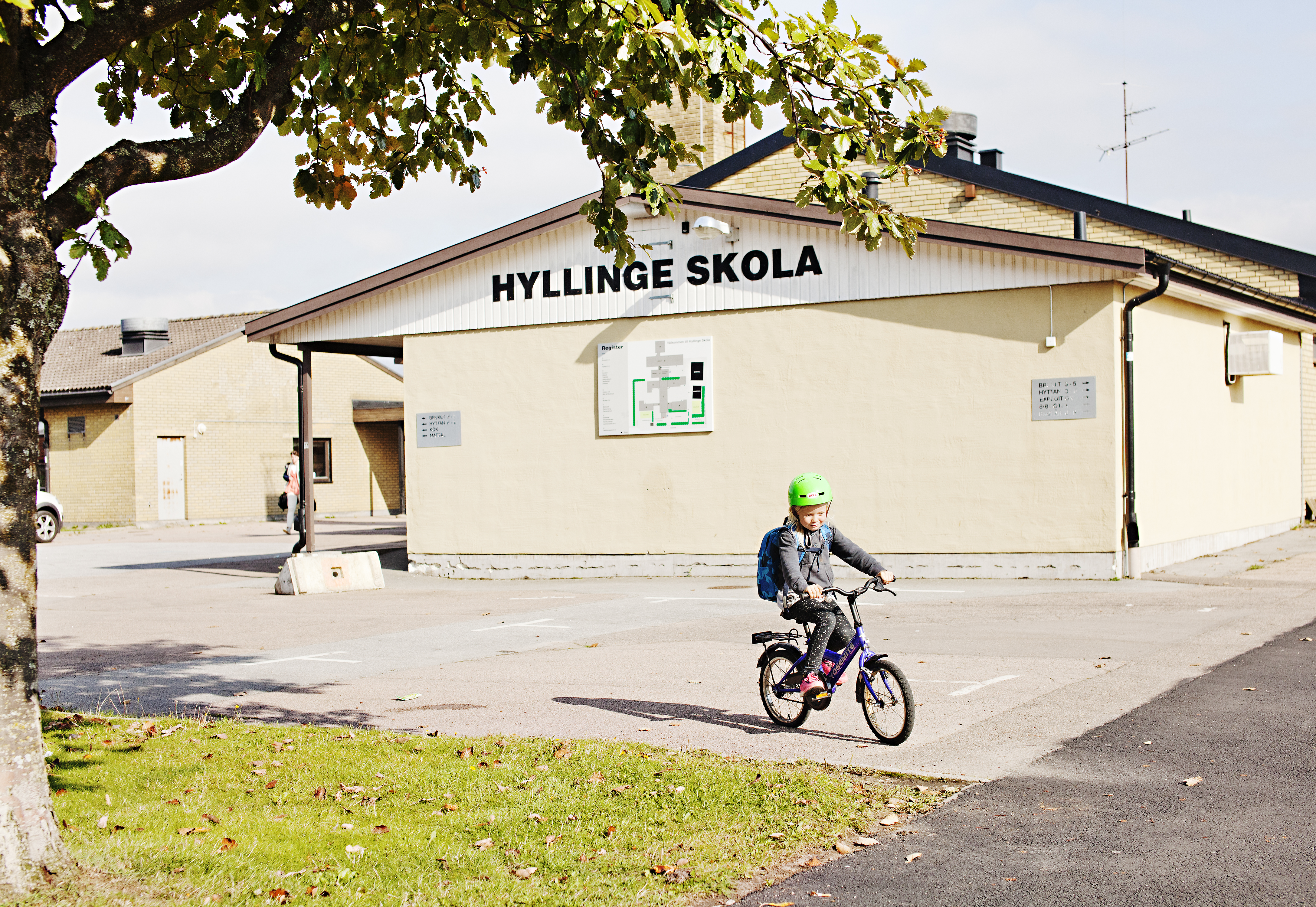
Escola em Hyllinge
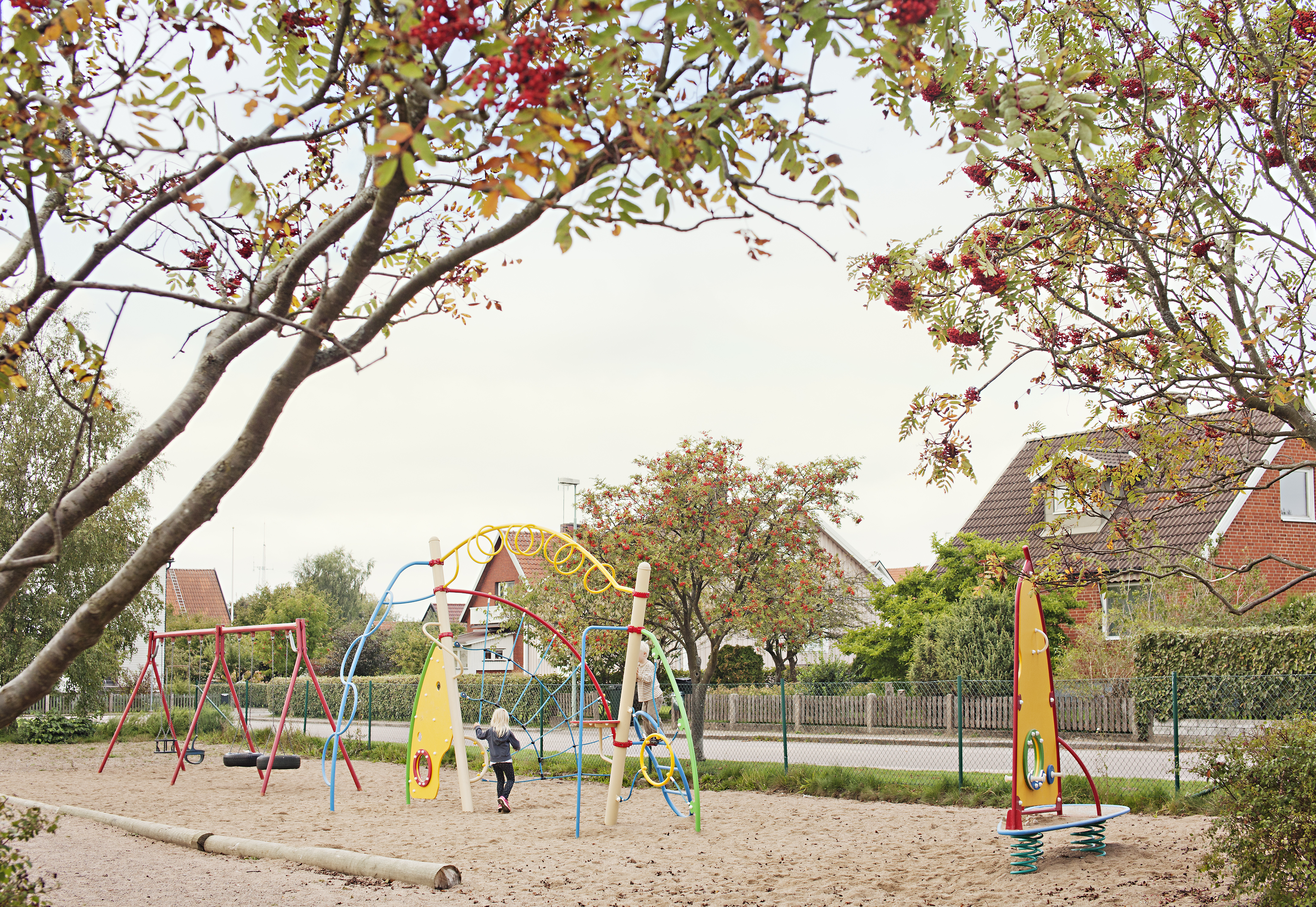
Parque infantil em Kvidinge
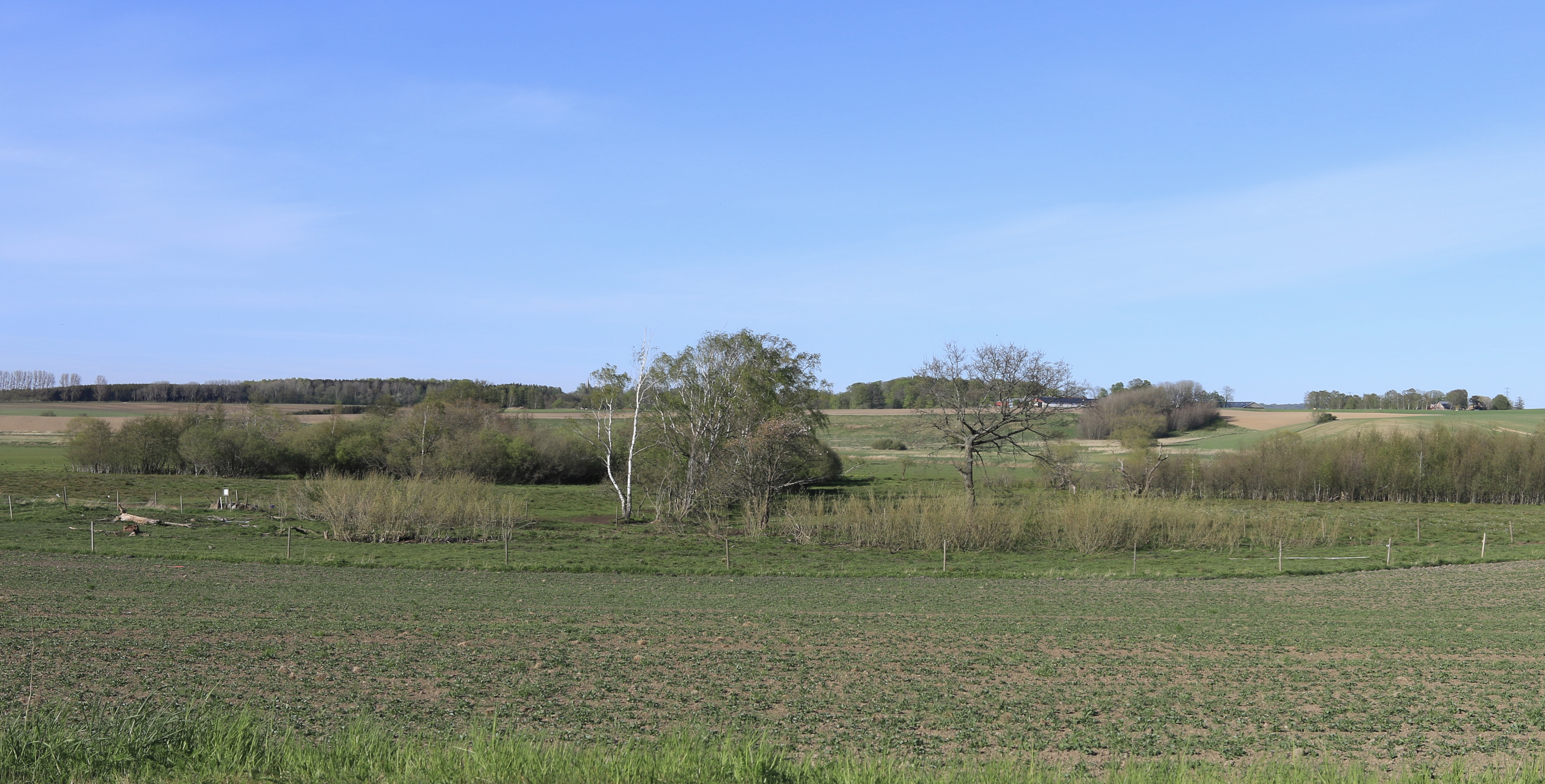
Reserva natural de Dynget